# Mohamed Malal Sy Savané
 (juillet 2022).
Si vous disposez d'ouvrages ou d'articles de référence ou si vous connaissez des sites web de qualité traitant du thème abordé ici, merci de compléter l'article en donnant les références utiles à sa vérifiabilité et en les liant à la section « Notes et références ».
Mohamed Malal Sy Savané (né le 30 septembre 1968) est un coureur de demi-fond guinéen. Il a participé au 800 mètres masculin aux Jeux olympiques d'été de 1992. Son frère cadet Amadou Sy Savané est un sprinter olympique.